# Ponderay
Ponderay és una població dels Estats Units a l'estat d'Idaho. Segons el cens del 2000 tenia 638 habitants.

## Demografia
Segons el cens del 2000, Ponderay tenia 638 habitants, 264 habitatges, i 168 famílies. La densitat de població era de 91,9 habitants/km².
Dels 264 habitatges en un 29,2% hi vivien nens de menys de 18 anys, en un 50% hi vivien parelles casades, en un 6,8% dones solteres, i en un 36% no eren unitats familiars. En el 26,1% dels habitatges hi vivien persones soles el 8% de les quals corresponia a persones de 65 anys o més que vivien soles. El nombre mitjà de persones vivint en cada habitatge era de 2,38 i el nombre mitjà de persones que vivien en cada família era de 2,88.
Per edats la població es repartia de la següent manera: un 25,7% tenia menys de 18 anys, un 8,3% entre 18 i 24, un 27,4% entre 25 i 44, un 27% de 45 a 60 i un 11,6% 65 anys o més.
L'edat mediana era de 37 anys. Per cada 100 dones de 18 o més anys hi havia 106,1 homes.
La renda mediana per habitatge era de 27.853 $ i la renda mediana per família de 30.227 $. Els homes tenien una renda mediana de 26.875 $ mentre que les dones 15.917 $. La renda per capita de la població era de 13.432 $. Aproximadament el 13,2% de les famílies i el 15,7% de la població estaven per davall del llindar de pobresa.

## Poblacions properes
El següent diagrama mostra les poblacions més properes.